# Alfredo Ávila
Alfredo Manuel Ávila Vergara (* 17. Juni 1991 in Mexiko-Stadt) ist ein mexikanischer Squashspieler.

## Karriere
Alfredo Ávila begann seine professionelle Karriere in der Saison 2008 und gewann bislang 21 Titel auf der PSA World Tour. Der bis dato größte Erfolg gelang ihm 2015 mit dem Titelgewinn in Bogotá, als er als Qualifikant ein Turnier der Kategorie PSA 50 gewann. Seine höchste Platzierung in der Weltrangliste erreichte er mit Position 35 im Januar 2016. Bei Panamerikameisterschaften gewann er 2014 und 2017 mit der Mannschaft den Titel. Im selben Jahr verlor er das Finale im Einzel, 2013 das Finale im Doppelwettbewerb. 2017 stand er im Finale im Mixed. Ein Jahr darauf folgte im Doppel mit César Salazar der Titelgewinn. 2019 sicherte er sich bei den Panamerikanischen Spielen in Lima im Mixed Silber und gewann mit der Mannschaft die Bronzemedaille.

## Erfolge
- Vize-Panamerikameister: 2014
- Panamerikameister im Doppel: 2018 (mit César Salazar)
- Vize-Panamerikameister im Mixed: 2017 (mit Diana García)
- Panamerikameister mit der Mannschaft: 2014, 2017
- Gewonnene PSA-Titel: 21
- Panamerikanische Spiele: 1 × Silber (Mixed 2019), 1 × Bronze (Mannschaft 2019)
- Zentralamerika- und Karibikspiele: 3 × Gold (Mixed 2018, Mannschaft 2014 und 2018), 1 × Silber (Mixed 2014)